# Roman Birjukov
Roman Birjukov, abweichend Roman Biryukov (russisch Роман Дмитриевич Бирюков / Roman Dmitrijewitsch Birjukow; engl. Transkription: Roman Biryukov; * 4. April 1999 in Bad Neustadt an der Saale, Deutschland/Germany) ist ein deutsch-russischer Fußballtorwart, der aktuell in der Regionalliga Nord beim Lüneburger SK Hansa unter Vertrag steht.

## Karriere
Nach seinen Anfängen in der Jugend des BSC Bülten, des VfB Peine und des VfL Wolfsburg wechselte er im Sommer 2014 in die Jugendabteilung des NLZ von Eintracht Braunschweig.
Dabei hat er auch viele Spiele für die Niedersachsen Auswahl gemacht und mit der U18 von Niedersachsen die Deutsche Landesmeisterschaft des DFB gewonnen.
Für den Verein Eintracht Braunschweig hatte er insgesamt 56 Spiele in der B- und A-Junioren-Bundesliga und 16 Spiele für die 2. Mannschaft in der Oberliga Niedersachsen bestritten.
In der Saison 2016/2017 hat Roman Birjukov mit der U19 der Eintracht Braunschweig den Junioren-DFB-Pokal gewonnen, wobei er im Halbfinale gegen die U19 von 1. FC Köln 2 Elfmeter gehalten hatte.
Seit dem Juli 2018 gehörte er zum Profikader der Eintracht Braunschweig. In der Saison 2019/2020 kam er auch zu seinem ersten Einsatz im Profibereich, als er am 4. Juli 2020, dem 38. Spieltag, beim 3:4-Auswärtsniederlage von der Eintracht Braunschweig gegen den SV Meppen in der Startformation stand und die 90 Minuten durchspielte. Am Ende dieser Saison ist er mit seinem Verein in die 2. Bundesliga aufgestiegen.
Im Sommer 2020 wechselte er ablösefrei zum Lüneburger SK Hansa in die Regionalliga Nord.